# ホメイニズム
ホメイニズム(アラビア語:خلفية)は、主にイランなどで考えられているイスラム教の思想の一つである。

## 概要
ホランとのその周辺国の一部で言われているルーホッラー・ホメイニーの思想を信仰する思想である。
このホメイニズムというのは思想であり、宗派の一つではない。前述した通りホメイニズムはシーア派で考えられている思想の一つだが、シーア派の中でも特に異質とされている。